# 思い出で綴る物語
『思い出で綴る物語』（原題:Wander Darkly）は2020年に公開されたアメリカ合衆国のドラマ映画である。監督はタラ・ミーリ、主演はシエナ・ミラーが務めた。
本作は日本国内で劇場公開されなかったが、U-NEXTでの配信が行われている。

## 概略
エイドリアンとマテオのカップルは生まれたばかりの娘と一緒にロサンゼルスで暮らしていたが、その関係はギクシャクしていた。そんなある日、パーティーから帰宅している途中、2人は事故に巻き込まれてしまった。エイドリアンは自分が死んだと思い込み悲しむが、そこから不思議な体験を重ねていく。

## キャスト
※括弧内は日本語吹替。
- エイドリアン：シエナ・ミラー（園崎未恵）
- マテオ：ディエゴ・ルナ（加瀬康之）
- パティ：ベス・グラント（一柳みる）
- シェア：エイミー・カレロ（川上彩）
- リアム：トリー・キトルズ（降旗雄司）
- マギー：ヴァネッサ・ベイヤー（塙英子）
- スティーヴ：ブレット・ライス（玉野井直樹）
- エリー：インデ・ナバレッテ（三浦千幸）
- フードの男：ジェームズ・エイバート（森宮隆）
- サマー：アイデン・マイヤー（愛ともえ）
- デイン：ダン・ギル（早川毅）
- ゲイリー：ラモント・トンプソン（大泊貴揮）
- ケビン：イーサン・コーン（藤原大智）
- ロス医師：ジューン・カリル（近内仁子）
- 保険エージェント：セレナ・レイニー（高橋沙耶香）

日本語版制作スタッフ 演出：太田敏哉、翻訳：有馬康永、音響：浅倉務、制作：IYUNO MEDIA GROUP／IYUNO STUDIOS

## 製作
2018年8月2日、タラ・ミーリ監督の新作映画にシエナ・ミラーとディエゴ・ルナが出演することになったと報じられた。本作の主要撮影は同月13日にロサンゼルスで始まり、9月14日に終了した。2019年5月28日、フィル・アイズラーがインタビューの中で本作で使用される楽曲を作曲している最中だと述べた。しかし、アイズラーは後に降板し、その後任としてアレックス・ウェストンが起用された。2020年12月11日、レイクショア・レコーズが本作のサウンドトラックを発売した。

## 公開・マーケティング
2020年1月25日、本作はサンダンス映画祭でプレミア上映された。9月16日、ライオンズゲートが本作の全米配給権を獲得したと報じられた。10月19日、AFIフェストで本作の上映が行われた。20日、本作のオフィシャル・トレイラーが公開された。

## 評価
本作は批評家から好意的に評価されている。映画批評集積サイトのRotten Tomatoesには101件のレビューがあり、批評家支持率は75%、平均点は10点満点で6.4点となっている。サイト側による批評家の見解の要約は「『思い出で綴る物語』は攻めの姿勢で製作された作品だが、それが必ずしも功を奏しているとは言えない。しかし、シエナ・ミラーとディエゴ・ルナの素晴らしい演技のお陰で、最初から最後まで楽しめる作品には仕上がっている。」となっている。また、Metacriticには12件のレビューがあり、加重平均値は66/100となっている。